# Винні (фільм, 1916)
«Винні» (англ. The Guilty Ones) — американська короткометражна кінокомедія режисера Олівера Харді 1916 року.

## У ролях
- Олівер Харді — Бейбі
- Кейт Прайс — Кейт
- Біллі Рюге — детектив